# Upsetter Records
Upsetter Records je jamajčanska diskografska kuća. 

## Povijest
Utemeljio ju je glazbenik i producent Lee "Scratch" Perry 1968. godine. Usporedno s tom je kućom Perry otvorio prodavaonicu gramofonskih ploča, Upsetter Record Shop, gdje je prodavao izdanja svoje diskografske kuće. 
Pod ovom je etiketom započeo svoju glazbenu karijeru glazbena legenda Bob Marley sa svojim sastavom The Wailers.

## Izdanja
Nepotpuni popis albuma izdanih pod etiketom Upsetter.
- 1969. - The Upsetters - The Upsetter
- 1970. - Bob Marley & The Wailers - Soul Rebels
- 1970. - The Upsetters - Return of Django
- 1970. - The Upsetters - Scratch the Upsetter Again
- 1971. - Bob Marley & The Wailers - Soul Revolution
- 1971. - The Upsetters & friends - Africa's Blood
- 1972. - Razni umjetnici - Battle Axe
- 1973. - The Upsetters - Blackboard Jungle Dub
- 1973. - Lee "Scratch" Perry & The Upsetters - Cloak and Dagger
- 1976. - The Upsetters - Super Ape
- 1976. - Jah Lion - Colombia Colly
- 1977. - Lee Perry - Roast Fish, Collie Weed And Corn Bread
- 1977. - The Upsetters - Return of the Super Ape

## Vezani članci
- Black Ark
- The Upsetters
- Bob Marley
- The Wailers
- Black Art

## Vanjske poveznice
- Strictly-vibes.com  Arhivirana inačica izvorne stranice od 20. studenoga 2008. (Wayback Machine)
- Roots-archives.com  Arhivirana inačica izvorne stranice od 27. veljače 2009. (Wayback Machine)